# Liste der Monuments historiques in Calanhel
Die Liste der Monuments historiques in Calanhel führt die Monuments historiques in der französischen Gemeinde Calanhel auf.

## Liste der Bauwerke
| Bezeichnung        | Beschreibung | Standort | Kennzeichnung | Schutzstatus | Datum | Bild           |
| ------------------ | ------------ | -------- | ------------- | ------------ | ----- | -------------- |
| Brunnen Saint-Maur | Erbaut 1717  | (Lage)   | PA00089046    | Classé       | 1927  | weitere Bilder |

## Liste der Objekte
- Monuments historiques (Objekte) in Calanhel in der Base Palissy des französischen Kultusministeriums